# Argentina Open 2025 - Qualificazioni singolare
Le qualificazioni del singolare del Argentina Open 2025 sono state un torneo di tennis preliminare per accedere alla fase finale della manifestazione. I vincitori dell'ultimo turno sono entrati di diritto nel tabellone principale. In caso di ritiro di uno o più giocatori aventi diritto a questi sono subentrati i lucky loser, ossia i giocatori che hanno perso nell'ultimo turno ma che avevano una classifica più alta rispetto agli altri partecipanti che avevano comunque perso nel turno finale.

## Teste di serie
1. Francesco Passaro (qualificato)
2. Thiago Monteiro (primo turno)
3. Federico Coria (ultimo turno)
4. Sumit Nagal (ultimo turno, ritirato)

1. Jaime Faria (primo turno)
2. Laslo Djere (qualificato)
3. Hugo Dellien (ritirato)
4. Tseng Chun-hsin (primo turno)

## Qualificati
1. Francesco Passaro
2. Román Andrés Burruchaga

1. Laslo Djere
2. Juan Manuel Cerúndolo

## Tabellone

### Legenda
| - Q = Qualificato - WC = Wild card - LL = Lucky loser | - ALT = Alternate - SE = Special Exempt - PR = Protected Ranking | - w/o = Walkover - r = Ritirato - d = Squalificato |

### Sezione 1
|  | Primo turno | Primo turno          | Primo turno        | Primo turno | Primo turno |  |  | Ultimo turno | Ultimo turno         | Ultimo turno | Ultimo turno | Ultimo turno |  |
|  |             |                      |                    |             |             |  |  |              |                      |              |              |              |  |
|  | 1           | Francesco Passaro    | Francesco Passaro  | 6           | 6           |  |  |              |                      |              |              |              |  |
|  |             | Daniel Elahi Galán   | Daniel Elahi Galán | 1           | 4           |  |  | 1            | Francesco Passaro    | 2            | 7            | 6            |  |
|  | WC          | Juan Bautista Torres | 6                  | 3           | 7           |  |  | WC           | Juan Bautista Torres | 6            | 6            | 1            |  |
|  | 8           | Tseng Chun-hsin      | 1                  | 6           | 5           |  |  |              |                      |              |              |              |  |

### Sezione 2
|  | Primo turno | Primo turno             | Primo turno             | Primo turno | Primo turno |  |  | Ultimo turno | Ultimo turno            | Ultimo turno | Ultimo turno | Ultimo turno |  |
|  |             |                         |                         |             |             |  |  |              |                         |              |              |              |  |
|  | 2           | Thiago Monteiro         | 7                       | 3           | 68          |  |  |              |                         |              |              |              |  |
|  | Alt         | Felipe Meligeni Alves   | 5                       | 6           | 7           |  |  | Alt          | Felipe Meligeni Alves   | 6            | 2            | 63           |  |
|  | Alt         | Román Andrés Burruchaga | Román Andrés Burruchaga | 6           | 6           |  |  | Alt          | Román Andrés Burruchaga | 2            | 6            | 7            |  |
|  | Alt         | Gustavo Heide           | Gustavo Heide           | 3           | 4           |  |  |              |                         |              |              |              |  |

### Sezione 3
|  | Primo turno | Primo turno            | Primo turno       | Primo turno | Primo turno |  |  | Ultimo turno | Ultimo turno   | Ultimo turno   | Ultimo turno | Ultimo turno |  |
|  |             |                        |                   |             |             |  |  |              |                |                |              |              |  |
|  | 3           | Federico Coria         | 5                 | 7           | 4           |  |  |              |                |                |              |              |  |
|  |             | Thiago Agustín Tirante | 7                 | 68          | 1r          |  |  | 3            | Federico Coria | Federico Coria | 2            | 4            |  |
|  | Alt         | Marco Trungelliti      | Marco Trungelliti | 4           | 4           |  |  | 6            | Laslo Djere    | Laslo Djere    | 6            | 6            |  |
|  | 6           | Laslo Djere            | Laslo Djere       | 6           | 6           |  |  |              |                |                |              |              |  |

### Sezione 4
|  | Primo turno | Primo turno           | Primo turno           | Primo turno | Primo turno |  |  | Ultimo turno | Ultimo turno          | Ultimo turno | Ultimo turno | Ultimo turno |  |
|  |             |                       |                       |             |             |  |  |              |                       |              |              |              |  |
|  | 4           | Sumit Nagal           | 64                    | 6           | 7           |  |  |              |                       |              |              |              |  |
|  | WC          | Juan Pablo Ficovich   | 7                     | 2           | 64          |  |  | 4            | Sumit Nagal           | 6            | 65           | 0r           |  |
|  |             | Juan Manuel Cerúndolo | Juan Manuel Cerúndolo | 6           | 7           |  |  |              | Juan Manuel Cerúndolo | 3            | 7            | 1            |  |
|  | 5           | Jaime Faria           | Jaime Faria           | 1           | 61          |  |  |              |                       |              |              |              |  |